# (4276) Clifford
(4276) Clifford est un astéroïde de la ceinture principale aréocroiseur.

## Description
(4276) Clifford est un astéroïde aréocroiseur. Il présente une orbite caractérisée par un demi-grand axe de 2,01 UA, une excentricité de 0,20 et une inclinaison de 21,0° par rapport à l'écliptique.

## Compléments